# Jerzy Rayski
Jerzy Rayski (ur. 6 kwietnia 1917 w Warszawie, zm. 14 października 1993 w Krakowie) – polski fizyk teoretyk.

## Życiorys
Studiował Uniwersytecie Jagiellońskim w Krakowie, gdzie był członkiem korporacji akademickiej K! Corolla. W czasie okupacji uczestniczył w tajnych kompletach: był studentem Jana Weyssenhoffa, a magisterium zrobił u Arkadiusza Piekary. W grudniu 1946 uzyskał stopień doktora filozofii na Wydziale Filozoficznym Uniwersytetu Warszawskiego. W styczniu 1950 habilitował się w Krakowie na podstawie pracy "O wzajemnym oddziaływaniu wielu pól i problemie energii własnej" Na podstawie tej habilitacji otrzymał w marcu 1950 zgodnie z przepisami wzorowanymi na radzieckich, stopień doktora nauk fizycznych. Wówczas władze Uniwersytetu Mikołaja Kopernika w Toruniu wystąpiły do ówczesnego Ministerstwa Szkolnictwa Wyższego o przyznanie Rayskiemu tytułu naukowego profesora nadzwyczajnego. Rayski otrzymał ten tytuł w czerwcu 1954, pracował jednak dalej, aż do 1956, na etacie zastępcy profesora. Na początku lat 50. wykładał też w WSI w Bydgoszczy. Po przeniesieniu sięw październiku 1957 r. na Uniwersytet Jagielloński pracował w Katedrze Fizyki Teoretycznej, kierowanej przez profesora Weyssenhoffa. W 1958 r. otrzymał nominację na profesora zwyczajnego. W latach 1960–1962 Rayski pełnił funkcję dziekana Wydziału Matematyki, Fizyki i Chemii Uniwersytetu Jagiellońskiego. Dwuletnią kadencję powtórzył w okresie obchodów 600-lecia Uniwersytetu, reprezentując Wydział na uroczystościach jubileuszowych.
Współpracował z Wolfgangiem Paulim i Feliksem Villarsem przy opracowaniu metody regularyzacji pól kwantowych na Politechnice Federalnej w Zurychu. Autor pierwszych w Polsce prac teoretycznych z fizyki cząstek i wysokich energii, sformułował nową interpretację mechaniki kwantowej, uogólnił unifikacyjną teorię Kaluzy na więcej niż 5 wymiarów czasoprzestrzeni i na siły jądrowe (1960-65), opracował metodę kwantowania pól nielokalnych. Zajmował się głównie kwantową teorią pola i teorią cząstek elementarnych. Od 1978 r. pracował nad kanoniczną teorią grawitacji. Odznaczony Krzyżem Kawalerskim Orderu Odrodzenia Polski. W 1964 otrzymał Nagrodę „Problemów” za osiągnięcia w dziedzinie popularyzowania nauki.
Pochowany na cmentarzu Rakowickim.

## Publikacje
- 1953: Über die Renormierungstechnik in der Quantenelektrodynamik (niem.),
- 1959: Symfonia atomowa,
- 1964: Czas, przestrzeń, kwanty,
- 1971: Kwarki: hipotetyczne, najprostsze składniki materii (tom 204 serii wydawniczej Omega),
- 1983: Foundations of modern theoretical physics (ang.),
- 1995: Essays on Physical Ideas (ang.),
- Evolution of physical ideas towards unification (ang.).